# The Call of the Wild (roman)
The Call of the Wild (in het Nederlands: Als de natuur roept) is de titel van een roman van de Amerikaanse auteur Jack London. 
De hoofdpersoon van de roman is een hond genaamd Buck. Het verhaal begint op een boerderij in Santa Clara Valley, Californië, wanneer Buck uit zijn huis wordt gestolen en als sledehond in Alaska wordt verkocht. Hij wordt steeds primitiever en wilder in de ruige omgeving, waar hij gedwongen wordt te vechten om te overleven en andere honden te domineren. Tegen het einde werpt hij de beschaving af en vertrouwt hij op oerinstinct en aangeleerde ervaring om naar voren te komen als een leider in het wild.
London bracht bijna een jaar door in de Yukon, en zijn observaties vormen een groot deel van het materiaal voor het boek. Het verhaal werd in de zomer van 1903 in series gepubliceerd in The Saturday Evening Post en werd later dat jaar in boekvorm gepubliceerd. De grote populariteit en het succes van het boek zorgden voor een grote reputatie voor London als schrijver. Al in 1923 werd het verhaal verfilmd en sindsdien zijn er nog meerdere films verschenen.

## Verhaal
Het verhaal begint in 1897 met Buck, een kruising van een Sint Bernard en een Schotse herder die gelukkig leeft in de Santa Clara Valley in Californië als het verwende huisdier van rechter Miller en zijn gezin. Het is een grote hond van meer dan 70 kg. Op een nacht steelt assistent-tuinman Manuel, Buck en verkoopt hem aan een vreemde. Buck wordt naar Seattle verscheept, waar hij in een krat wordt opgesloten en mishandeld. Wanneer hij wordt vrijgelaten, valt Buck zijn belager aan, maar wordt in toom gehouden met een knots. De man toont enige vriendelijkheid nadat Buck gehoorzaamheid heeft getoond.
Kort daarna wordt Buck verkocht aan twee mannen, François en Perrault, die hem naar Alaska brengen. Buck wordt opgeleid als sledehond in de regio Klondike. Naast Buck voegen François en Perrault tien honden toe aan hun team (Spitz, Dolly, Pike, Jo, Billie, Teek, Koona, Dub, Dave en Sol-leks). Die leren hem hoe hij koude winternachten moet overleven. In de loop van de volgende weken ontwikkelt zich een bittere rivaliteit tussen Buck en de leidhond, Spitz. Buck doodt Spitz uiteindelijk in een gevecht en wordt de nieuwe leidhond.
De honden worden verkocht en komen terecht bij een slechte eigenaar. De groep ontmoet John Thornton, een ervaren buitenmens, die de verzwakte toestand van de honden opmerkt. Men negeert de waarschuwingen van Thornton om het ijs van een rivier over te steken en gaat verder. Uitgeput, uitgehongerd en het gevaar voorvoelend, weigert Buck verder te gaan. Nadat Buck wordt mishandeld, treed Thornton toe en snijdt Buck los. De groep gaat verder met de vier overgebleven honden, maar door hun gewicht breekt het ijs en vallen de honden en mensen (samen met hun slee) in de rivier en verdrinken.
Terwijl Thornton en zijn twee vrienden goud zoeken, hoort Buck de roep van de natuur, verkent hij de wildernis en gaat hij om met een wolf uit een lokale roedel. Buck voegt zich echter niet bij de wolven en keert terug naar Thornton. Buck gaat herhaaldelijk heen en weer tussen Thornton en de wildernis, niet zeker waar hij thuishoort. Als hij op een dag terugkeert het kamp, ontdekt hij dat Hans, Pete en Thornton samen met hun honden zijn vermoord door indianen. Woedend doodt Buck verschillende indianen om Thornton te wreken, en realiseert zich dan dat hij geen menselijke banden meer heeft. Hij gaat de wildernis is en beantwoordt 'de roep van de natuur'.

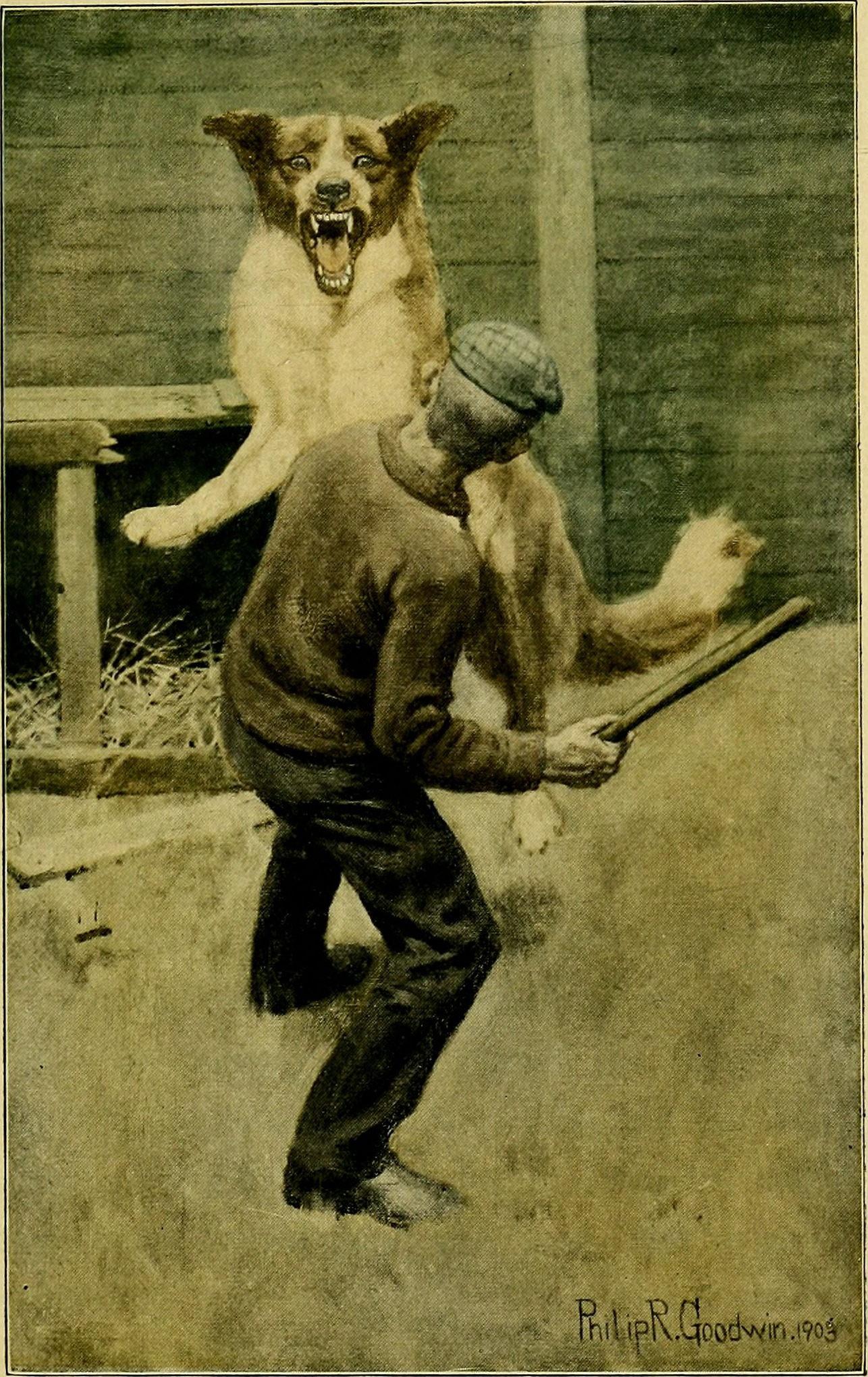
Buck wordt getemd door de 'man-met-de-knuppel'

De legende van Buck verspreidt zich onder andere indianen als de 'spookhond van Northland' (Alaska en Noordwest-Canada). 

## Vervolg
Het verhaal wordt vervolgd door het boek Pit-tah, de Grijze Wolf.

## Films
Het boek wordt meerdere keren verfilmd, het laatst in 2020 (The Call of the Wild (2020)). Een beroemde verfilming is die van 1935: The Call of the Wild (1935). In 1997 wordt het boek verfilmd onder de titel: The Call of the Wild: Dog of the Yukon.